# Castelltort
|  | Aquest article tracta sobre l'entitat de població de Guixers. Vegeu-ne altres significats a «Castelltort (desambiguació)». |

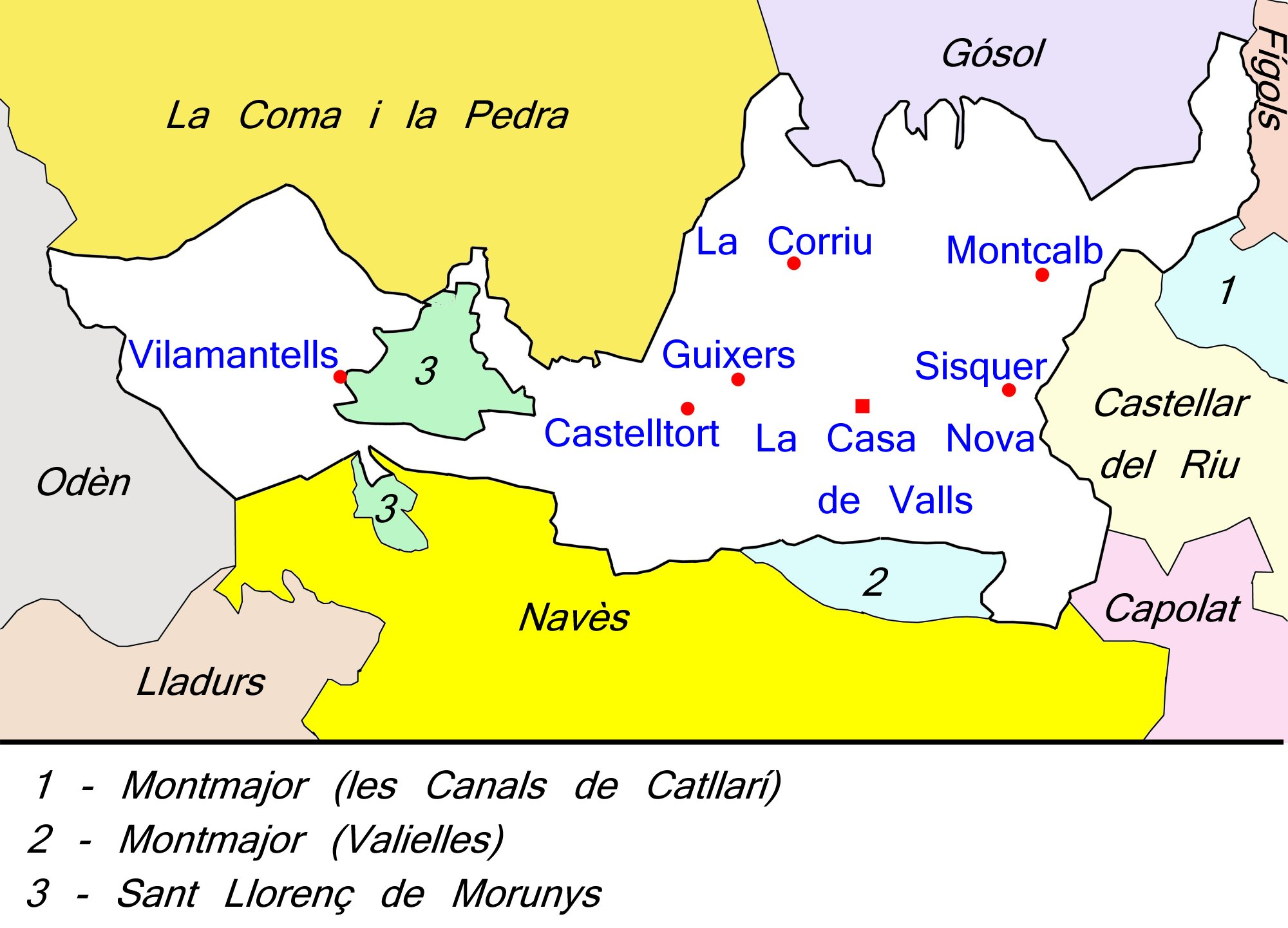
Mapa del municipi amb les seves entitats de població i els municipis limítrofs.

Castelltort és una de les set entitats de població del municipi de Guixers, a la comarca catalana del Solsonès. Es troba a la part meridional del municipi en el sector comprès entre el límit amb el terme municipal de Navès i l'enclavament de Valielles (Montmajor) al sud i el curs de l'Aigua de Valls al nord.
Com totes les entitats de població de Guixers, el seu origen cal buscar-lo en l'antiga divisió eclesiàstica en parròquies. La de Castelltort (Sant Climent de Castelltort) continua tenint aquesta categoria. Antigament, però, la parròquia s'aixecava al costat del castell del mateix nom que es trobaven enclavats a la banda sud de l'Aigua de Valls, a la falda meridional del turó que s'aixeca davant de l'actual parròquia, a l'altra banda de l'embassament i que és el més alçarós dels tres que conformen la serra d'Aiguadevalls. D'aquestes antigues edificacions actualment només en queden les runes que, d'altra banda, tan sols són accessibles quan el nivell de l'embassament és prou baix com per a poder utilitzar l'antic camí d'accés.

## Demografia
| Evolució demogràfica |            |            |            |                   |                   |                   |       |
| Any                  | Nucli urbà | Nucli urbà | Nucli urbà | Poblament dispers | Poblament dispers | Poblament dispers | Total |
| Any                  | Homes      | Dones      | Total      | Homes             | Dones             | Total             | Total |
| 2000                 | 0          | 0          | 0          | 3                 | 4                 | 7                 | 7     |
| 2001                 | 0          | 0          | 0          | 3                 | 5                 | 8                 | 8     |
| 2002                 | 0          | 0          | 0          | 4                 | 5                 | 9                 | 9     |
| 2003                 | 0          | 0          | 0          | 6                 | 7                 | 13                | 13    |
| 2004                 | 0          | 0          | 0          | 4                 | 6                 | 10                | 10    |
| 2005                 | 0          | 0          | 0          | 4                 | 6                 | 10                | 10    |
| 2006                 | 0          | 0          | 0          | 4                 | 5                 | 9                 | 9     |
| 2007                 | 0          | 0          | 0          | 5                 | 5                 | 10                | 10    |
| 2008                 | 0          | 0          | 0          | 2                 | 2                 | 4                 | 4     |
| Font: INE            |            |            |            |                   |                   |                   |       |

## Història
En el capbreu de l'església d'Urgell (any 984) hi consta Castro Torto i des de la meitat del segle xi el topònim apareix citat amb més freqüència. Això significa que ens trobem davant la referència documental més antiga pel que fa a castell situats a la Vall de Lord.
Els senyors de Castelltort foren de la nissaga dels Calders.
Segons el fogatge de l'any 1553, moltes cases de l'entorn de Sant Llorenç i de Guixers consten en la declaració dels representants de Castelltort i la parròquia de Guixers tal com succeeix actualment, ja era sufragània de la de Castelltort.
El Consell del Poble es reunia a la Codina.

### Castelltort al Madoz
A la pàgina 165 del Volum VI del Diccionario de Pascual Madoz publicat a Madrid el 1847, s'hi troba el següent text, traduït literalment del castellà i del qual s'han conservat les formes tipogràfiques i la transcripció literal dels topònims i antropònims locals que s'hi citen que queden escrits en cursiva:
| « | CASTELLTORT: parròquia de la província de Lleida, partit judicial i diòcesi de Solsona, terme jurisdiccional de Guixes; es troba SITUADA a l'extrem NE del terme, a la banda esquerra del riu Cardaner: la componen diverses CASES disseminades, anomenades en el país masies. Antigament l'església i la casa del capellà estaven situadas en dalt d'un tossal en direcció a l'est, on encara es conserven els edificis mig arruïnats, havent-se traslladat a lloc que ara ocupen a finals del segle xviii. Depèn en tots conceptes de Guixes amb el qual paga la contribució. | » |

## Poblament
Format íntegrament per masies, és un poblament totalment dispers, sense cap nucli urbà. Aquestes masies es van anar despoblant començant per les que es trobaven més allunyades de la carretera de Berga a Sant Llorenç de Morunys i al cens de 2005 comptava únicament amb 10 habitants.
Sense cap pretensió de ser exhaustiu, la llista que segueix a continuació és una relació de les cases o masies de les quals se'n troba referència als arxius parroquials. Entre parèntesis, la cronologia de la primera referència històrica que s'ha trobat.
- Can Ballarà (XVIII). 42° 7′ 24.10″ N, 1° 38′ 42.08″ E / 42.1233611°N,1.6450222°E
- Can Bleda (XIX).
- Can Boixader (XIX).
- Can Canal (XVII). 42° 7′ 48.17″ N, 1° 37′ 33.19″ E / 42.1300472°N,1.6258861°E
- La Casablanca (1627). 42° 7′ 48.02″ N, 1° 37′ 4.671″ E / 42.1300056°N,1.61796417°E
- El Castell (o Castelltort Vell). (X) 42° 7′ 34.89″ N, 1° 37′ 44.88″ E / 42.1263583°N,1.6291333°E
- Can Catastró (XIX).
- La Clusa (1239. Desapareguda).
- La Codina (1607).
- Les Corts (1239. Desapareguda).
- Les Eres (o Heres) (1623. Desapareguda).
- Can Franc.
- Cal Giralt (1623). 42° 7′ 51.91″ N, 1° 38′ 7.100″ E / 42.1310861°N,1.63530556°E
- Cal Paella (XIX).
- El Puit (1420).
- El Rial (XVII).
- Salamó (XVII. Desapareguda)
- Cal Sastre (o Sastre Serra) (XVI). 42° 7′ 45.00″ N, 1° 38′ 31.00″ E / 42.1291667°N,1.6419444°E
- Cal Teixidor (XV). 42° 7′ 58.19″ N, 1° 37′ 59.08″ E / 42.1328306°N,1.6330778°E
- Trassera (XVII) Etimologia: Tras serra (Darrere la Serra dels Bastets). 42° 6′ 53.02″ N, 1° 37′ 34.76″ E / 42.1147278°N,1.6263222°E
- La Valiella (també la Valiella de Llengots) (XIX). 42° 7′ 13.21″ N, 1° 36′ 35.14″ E / 42.1203361°N,1.6097611°E